# Serge Dewortelaer
Serge Dewortelaer, né le 28 octobre 1991 à Anderlecht, est un coureur cycliste belge.

## Biographie
Serge Dewortelaer naît le 28 octobre 1991 à Anderlecht en Belgique.
Serge Dewortelaer est surtout connu pour son caractère offensif. On l'a notamment retrouvé dans des échappées sur des grandes épreuves du calendrier international tel que le Tour de Belgique 2014 ou encore les Boucles de la Mayenne 2014. Il a d'ailleurs porté le maillot de meilleur grimpeur de cette dernière épreuve.
Côté résultats, il avait notamment terminé 7e du Mémorial Henri Garnier en 2013, épreuve classée 1.12, ou encore 12e du classement général de la Course de la Paix espoirs cette même année. En 2014, il s'est imposé à deux reprises sur des épreuves régionales en Belgique, à Harchies le 1er mai puis à Grandglise courant juin. Il a également pris la 6e d'À travers les Ardennes flamandes et la 14e place sur Romsée-Stavelot-Romsée.
Il est recruté par l'équipe Differdange-Losch en 2016. Il termine troisième de la Flèche du Sud.

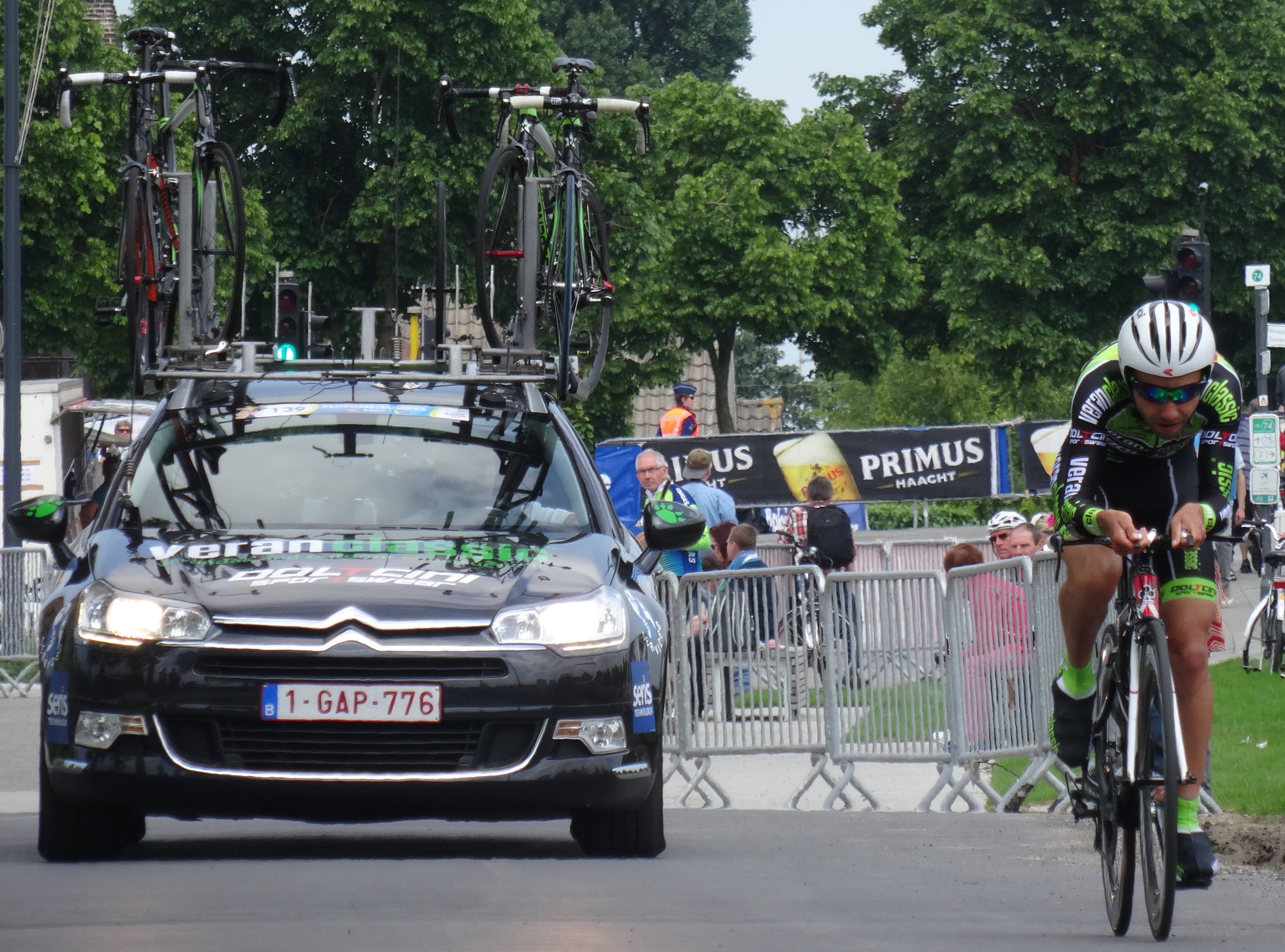
Serge Dewortelaer lors du contre-la-montre de la 3e étape du Tour de Belgique 2014 à Dixmude.
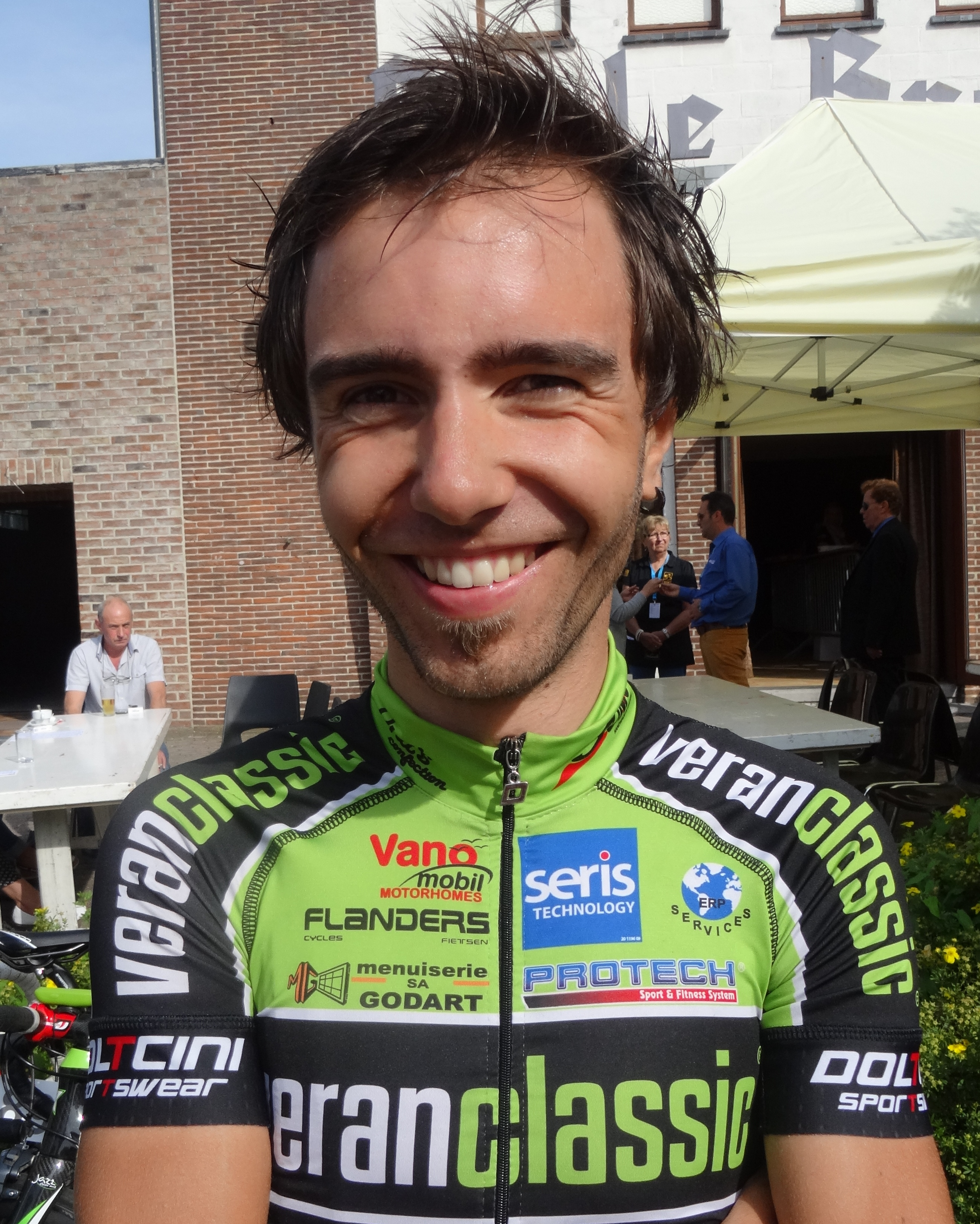
Serge Dewortelaer lors de la Gooikse Pijl 2014.
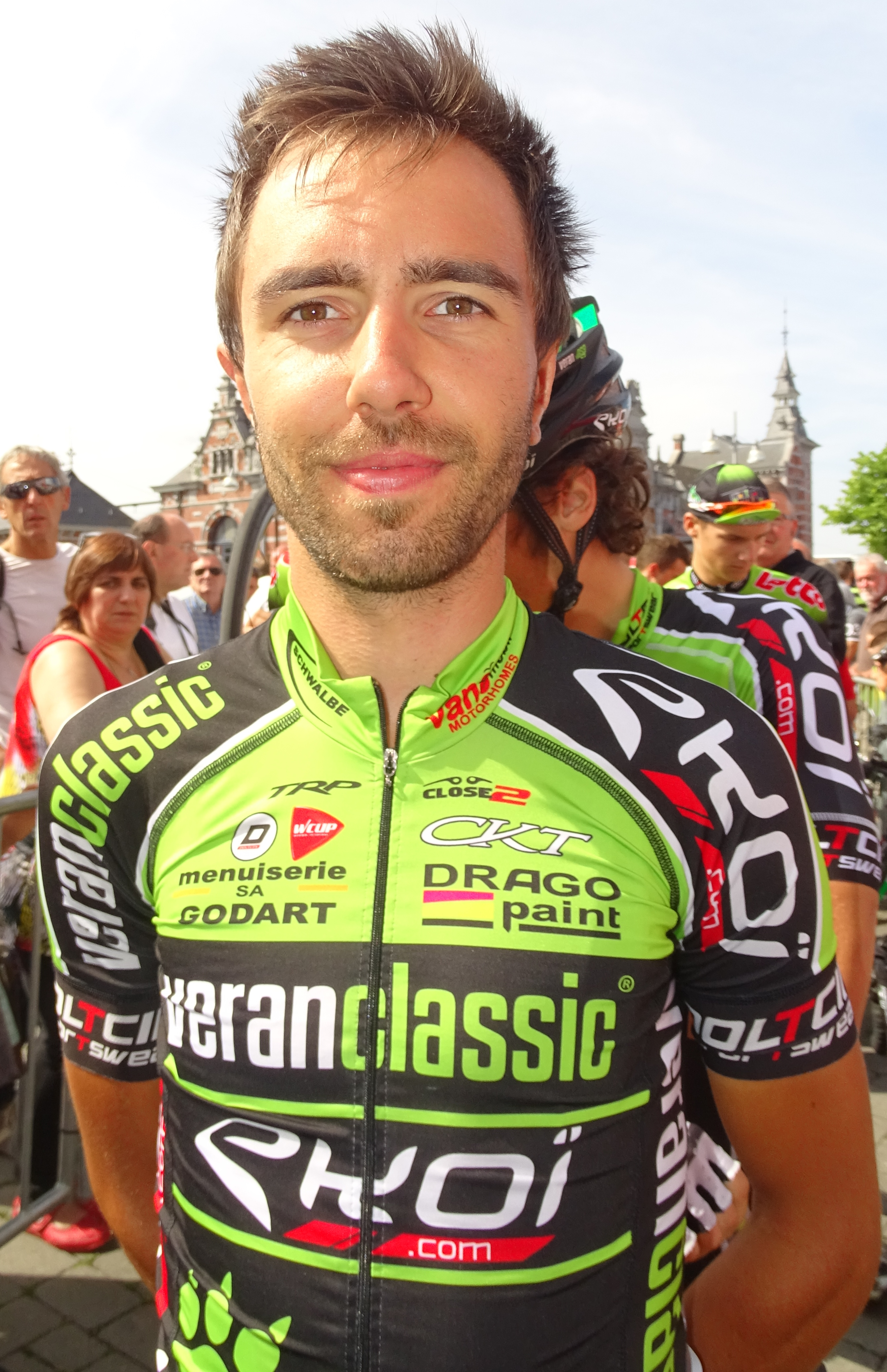
Serge Dewortelaer lors du départ du Grand Prix Pino Cerami 2015 à Saint-Ghislain.

## Palmarès
- 2009[1]

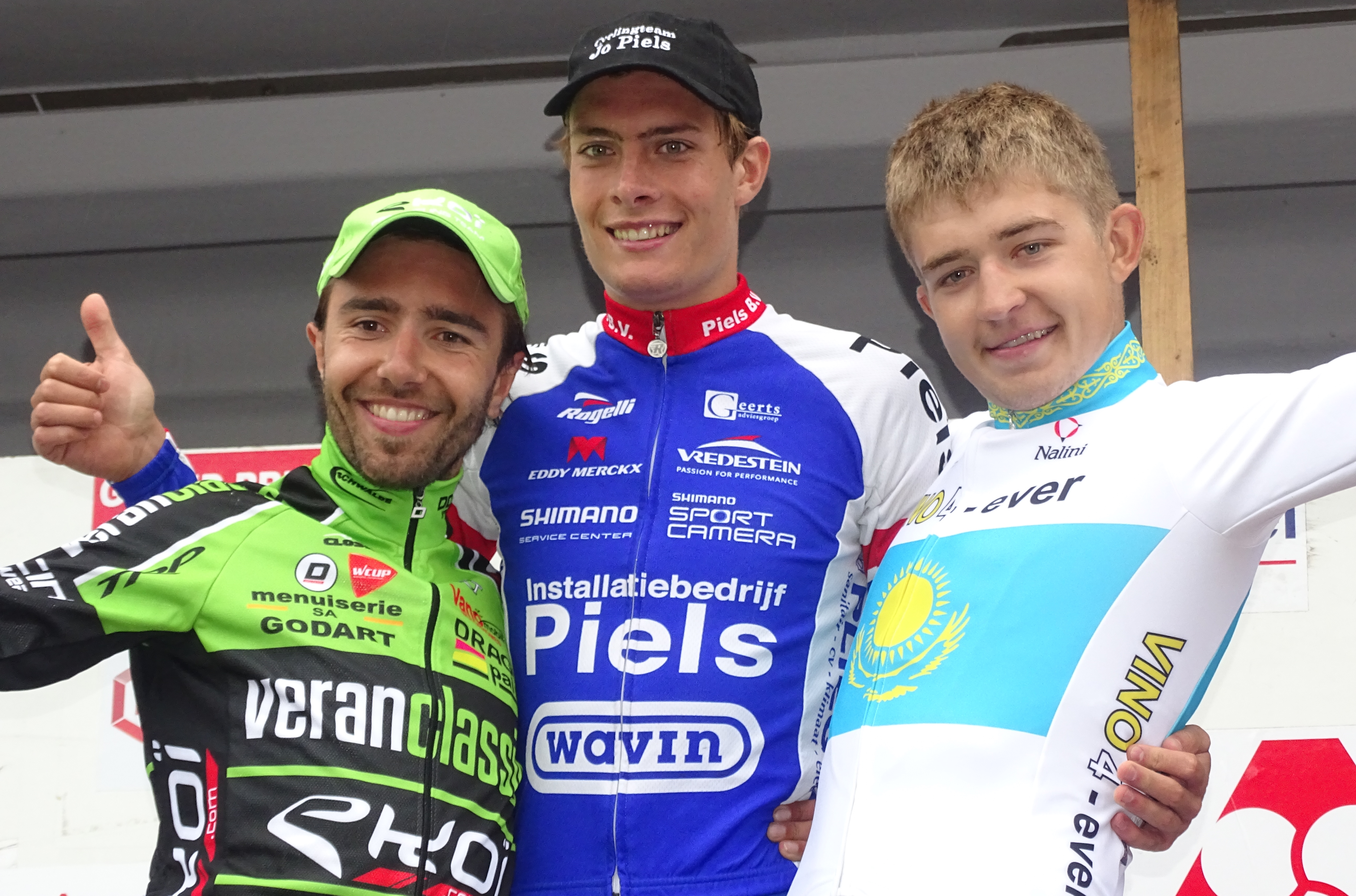
Podium de l'édition 2015 du Grand Prix des Marbriers : Serge Dewortelaer (2e), Tim Ariesen (1er) et Oleg Zemlyakov (3e).

  - 2e du championnat provincial du Hainaut
- 2010
  - 2e étape du Tour de la province de Luxembourg
- 2014
  - Kermesse d'Harchies
  - Kermesse de Grandglise
- 2015
  - 2e du Grand Prix des Marbriers
- 2016
  - 3e de la Flèche du Sud

## Classements mondiaux
| Année           | 2015 | 2016 |
| --------------- | ---- | ---- |
| UCI Europe Tour | 460e | 950e |